# Alejandro López de Romaña
Manuel Fernando Alejandro Arturo López de Romaña Alvizuri (Arequipa, 26 de febrero de 1846-Ibídem, 9 de febrero de 1917) fue un político y empresario agrícola peruano. Fue ministro de Gobierno y Presidente del Consejo de Ministros, en 1897.

## Biografía
Fue hijo de Juan Manuel López de Romaña y Fernández Pascua y de María Josefa Alvizuri y Bustamante, miembros de la aristocracia arequipeña de origen colonial. Su padre se dedicaba a la agricultura y era dueño de inmensas haciendas en los valles de la costa y de fincas en la campiña serrana. Su hermano, el ingeniero Eduardo López de Romaña, llegó a ser presidente del Perú (1899-1903).
Casado en 1868 con su prima Elena López de Romaña Bermejo, tuvo cuatro hijos, una de ellos casada con el político Alberto Rey de Castro y madre de Jaime Rey de Castro. 
Fue Prefecto de Arequipa (1895-1897), y luego Presidente del Consejo de Ministros y Ministro de Gobierno, en el gobierno constitucional de Nicolás de Piérola. Su gabinete se constituyó el 25 de noviembre de 1897 y lo integraban: Enrique de la Riva Agüero (Relaciones Exteriores); Ignacio Rey (Hacienda); José Antonio de Lavalle y Pardo (Justicia e Instrucción); el coronel José Rosa Gil (Guerra); y Ricardo L. Flores Gaviño (Fomento). Al cabo de un mes renunció en solitario, para no refrendar el cúmplase a la ley del matrimonio civil, ya que, según él, iba contra sus principios y convicciones. Fue elegido senador por Arequipa entre 1899 y 1904.
Al acercarse el término del gobierno de Piérola, los demócratas o pierolistas propusieron a Alejandro postular a la presidencia de la República, en las elecciones de 1899. Pero rechazó la oferta y recomendó que el designado fuera su hermano Eduardo, quien resultó finalmente elegido presidente.